# Єдині норми виробітку
Єди́ні но́рми ви́робітку, єдині норми часу — норми, які встановлюють централізовано на певні види технологічно однорідних робіт, що виконуються на більшості підприємств (установ) або є масовими в окремій галузі за однакових організаційно-технічних умов. Є.н.в. поділяють на галузеві і міжгалузеві, на загальнодержавні і районні. Такі норми встановлено, наприклад, на багато робіт у ремонті свердловин підземному.